# Zhengda International Plaza 7
Le Zhengda International Plaza 7 est un gratte-ciel en construction à Tianjin en Chine. Il s'élèvera à 212 mètres. Son achèvement est prévu pour 2018. 